# فيوليتا أندري
فيوليتا أندري (بالرومانية: Violeta Andrei)‏ هي ممثلة رومانية، ولدت في 29 مارس 1941 في براشوف في رومانيا.

## وصلات خارجية
- فيوليتا أندري على موقع IMDb (الإنجليزية)
- فيوليتا أندري على موقع ألو سيني (الفرنسية)
- فيوليتا أندري على موقع قاعدة بيانات الأفلام السويدية (السويدية)
- فيوليتا أندري على موقع قاعدة بيانات الفيلم (الإنجليزية)
- فيوليتا أندري على موقع كينوبويسك (الروسية)